# Cou Lun-lun
Cou Lun-lun (v pchin-jinu Zou Lunlun, čínsky tradičně: 鄒倫倫; zjednodušeně: 邹伦伦) je čínská umělkyně hrající na guženg. Účinkovala na jevištích Vídně, Frankfurtu, Los Angeles, San Francisca a Sydney. Cou Lun-lun působí především v Hongkongu.

## Styl
Cou Lun-lun říká, že guženg se vyrovná pianu ve své dynamické mohutnosti. Její styl používá celou dynamickou škálu, od ppp do fff, čímž výrazně rozšiřuje možnosti uměleckého vyjádření.[zdroj?] To vyžaduje, aby hýbala všemi svaly prstů, rukou, paží a celým tělem. 

## Život
Cou Lun-lun se narodila v rodině, která si udržela tradici hry na guženg po čtyři generace. Cou Lun-lun začala hrát na guženg když jí byly 2 roky. V sedmi letech započala vážná studia vstupem do internátní školy, která byla součástí konzervatoře v Šenjangu, kde vedla asketický styl života a výuky: 10 hodin denně cvičila hru na guženg. [zdroj?]
Ve věku 18 let Cou Lun-lun započala studia na Šenjangské konzervatoři, kde jejími učiteli byli Čao Jü-ča, Cchao Čeng, Lu Tien-šeng a Čang Ťin-sia. O čtyři roky později dokončila studia.
Cou Lun-lun začala vystupovat na veřejnosti v útlém věku a často se účastnila soutěží čínské lidové hudby, ve kterých často zvítězila.[zdroj?] Cou Lun-lun pravidelně cestuje na turné po významných městech Číny, Hongkongu, Nového Zélandu, Austrálie, USA, nahrává pro rozhlas a televizi a vystupuje ve prospěch chudých.
Po absolvování konzervatoře v roce 1991, Cou Lun-lun byla přijata jako gužengová sólistka Liaoningské provinční taneční skupiny. V roce 1995 se přestěhovala na Nový Zéland, kde byla pozvána aby účinkovala v novozélandském Národním muzeu, a rovněž při jiných význačných příležitostech. V roce 1999 Cou Lun-lun účinkovala pro čínského prezidenta Ťiang Ce-mina při příležitosti jeho návštěvy v Sydney, a v roce 2004 pro exekutivního šéfa Macaa, Edmunda Hoa.
Během pobytu v Austrálii Cou Lun-lun založila skupinu „3 Sisters“ (3 sestry) s nástroji guženg, pípá (Lulu Liu) a árhu (Jingjing Liu). Tato skupina často účinkovala v Sydney opeře spolu s East-West symfonickým orchestrem.[zdroj?]
Cou Lun-lun neomezuje své zájmy na čínskou a asijskou hudbu. Ráda také poslouchá lidové hudbě z jiných částí světa, včetně tibetské, české, moravské, bavorské, litevské, ruské, atd. Studovala také ve Vídni a Praze. Cou Lun-lun nachází inspiraci ve starém folkloru.
Cou Lun-lun se snaží propagovat bohaté kulturní dědictví Číny a Asie uvnitř i za hranicemi Číny.